# 白水河并殖吸虫
白水河并殖吸虫（学名：Paragonimus paishuihoensis）为并殖科并殖属的动物。其种加词“paishuihoensis”意为“白水河的”。在中国大陆，分布于四川彭县白水河地区等地，营寄生生活，终末宿主有待于研究。